# Mosquée Hamoudi
La Mosquée Hamoudi (en arabe : مسجد الحمودي) est une mosquée située à Djibouti dans le pays du même nom. Située dans le centre-ville, elle représente un lieu de culte, de paix, et d’histoire pour les habitants de la capitale. Fondée en 1897 par Haji Hamoudi, la mosquée a joué un rôle central dans le développement spirituel et culturel de Djibouti, tout en restant fidèle à l’architecture traditionnelle islamique.

## Historique
La mosquée a été construite en 1897 par Haji Hamoudi, un commerçant influent et bienfaiteur de la région. Son emplacement stratégique au cœur de la ville a facilité son rôle en tant que centre de prière et de rassemblement pour la communauté musulmane. À l’époque de sa construction, la ville de Djibouti était encore en développement, et la mosquée Hamoudi est devenue rapidement un pilier de la vie religieuse et sociale.
La mosquée a été restaurée à plusieurs reprises, en particulier après les événements historiques majeurs qui ont marqué le pays. Toutefois, l’architecture d’origine a été préservée, offrant un témoignage visuel du passé islamique et culturel de Djibouti.

## Architecture
L’architecture de la mosquée Hamoudi est caractéristique de l’Islam traditionnel. Elle combine des éléments de l'architecture arabe, avec des touches locales adaptées aux conditions climatiques et culturelles de la région. Le bâtiment est orné de décorations géométriques typiques, de moulures en plâtre et d’un grand dôme central. À l’intérieur, des colonnes en bois et des tapis anciens décorent le sol, créant une atmosphère sereine propice à la prière.
L’extérieur est caractérisé par des murs en béton et des carreaux en céramique, avec des motifs et inscriptions arabes qui témoignent de la richesse du patrimoine islamique. Le minaret, qui s'élève à une hauteur impressionnante, permet de faire entendre l'appel à la prière dans toute la ville.

## Rôle religieux et social
La mosquée Hamoudi n’est pas seulement un lieu de prière, elle joue également un rôle social et éducatif important. De nombreux événements communautaires, séminaires religieux et cours de Coran y sont organisés. Le dimanche, la mosquée accueille des enfants et des adultes pour des sessions d'apprentissage du Coran et des enseignements religieux.
Elle a également servi de lieu de rassemblement lors des événements importants de la ville, notamment lors des fêtes religieuses telles que l'Aïd al-Fitr et l'Aïd al-Adha, qui sont célébrées avec ferveur par la population locale.

## Impact sur la communauté
La Mosquée Hamoudi est un symbole de l'identité islamique à Djibouti et un point de convergence pour les musulmans de la ville. Elle a contribué à l’essor de la ville en servant de centre de rassemblement, mais aussi comme un acteur majeur dans le développement de la culture et de l’éducation islamiques.
La mosquée joue également un rôle important dans les efforts humanitaires et sociaux de Djibouti. Elle soutient diverses initiatives telles que des distributions alimentaires et des aides aux démunis, consolidant ainsi son rôle de bienfaiteur pour la communauté.

## Tourisme et Visite
La Mosquée Hamoudi attire non seulement les habitants de Djibouti, mais aussi les visiteurs étrangers. Sa beauté architecturale et son importance historique en font un site incontournable pour ceux qui souhaitent comprendre le patrimoine religieux et culturel du pays.
Bien que les non-musulmans ne soient généralement pas autorisés à pénétrer à l'intérieur de la mosquée, il est possible de l’admirer de l’extérieur et de profiter de son atmosphère calme et spirituelle.

## Événements et Célébrations
La mosquée est particulièrement fréquentée durant le mois sacré du Ramadan, où des prières spéciales et des lectures du Coran ont lieu. C’est également pendant ce mois que la mosquée organise des programmes de charité, tels que des repas pour les pauvres, favorisant un esprit de solidarité parmi les membres de la communauté.

## Conclusion
La Mosquée Hamoudi est bien plus qu'un lieu de prière à Djibouti. Elle incarne l’histoire et les valeurs de la ville et du pays, tout en étant un témoin vivant de l’engagement religieux et communautaire de ses habitants. Elle demeure un symbole du patrimoine islamique à Djibouti, avec une influence indélébile sur le développement spirituel et social de la capitale.

## Capacité
La mosquée Hamoudi a la capacité d'accueillir jusqu'à 1 000 fidèles.